# Богуслав Слива
Богуслав Слива (пол. Bogusław Śliwa; 6 жовтня 1944, Львів — 23 листопада 1989, Стокгольм) — польський юрист і політичний активіст, активний учасник опозиційного руху. У 1964—1978 роках — співробітник прокуратури ПНР звільнений за розслідування вбивства, скоєного представником влади. Став активістом правозахисної організації КОС-КОР й антикомуністичної групи ROPCiO. Видатний діяч Солідарності, автор «Звернення до трудящих Східної Європи». При воєнному стані інтерновано, потім вислано з Польщі. В еміграції продовжував допомагати супротивникам режиму ПОРП. Посмертно нагороджений орденом Відродження Польщі.

## Прокуратура та конфлікт
Народився у сім'ї західноукраїнських поляків. Після Другої світової війни сім'я Сливи перебралася до Польщі та влаштувалась у Зеленій Гурі. У 1969 році закінчив юридичний факультет Університету імені Адама Міцкевича у Познані. Отримав направлення на службу до органів прокуратури ПНР. Був слідчим прокуратури в Ольштині, Свебодзіні, Каліші. Перебував в урядущій компартії ПОРП.
17 березня 1977 року у селі Дзежбін неподалік Каліша загинув молодий селянин-одноосібник Ришард Миколайчик. Міліцейське розслідування визначило причиною смерті самогубство. Богуслав Слива провів прокурорське розслідування та встановив, що Миколайчика вбив з метою пограбування офіцер міліції. Проте вищі прокурорські інстанції підтримали міліцейську версію та зажадали від Сливи припинити подальші слідчі дії.
Богуслав Слива направив рапорти та заяви до десятків інстанцій — прокурорського начальства, Держради ПНР, депутатів сейму, комітетів ПОРП, редакцій партійних газет. Результатом стало звільнення Сливи з прокуратури та виключення з ПОРП у серпні 1978 року.

## У дисидентському русі
Вважаючи те, що відбувається беззаконням, Богуслав Слива передав матеріали свого розслідування до дисидентської правозахисної організації КОС-КОР. Встановив зв'язок із Яцеком Куронем, Адамом Міхніком, Броніславом Геремеком, Збіґнєвом Ромашевським. 28 червня 1979 року Слива взяв участь у заснуванні познанського осередку КОС-КОР. Це зробило його об'єктом спостереження Служби безпеки ПНР і поставило під загрозу арешту. Слива остаточно порвав з державою та перейшов на антикомуністичні позиції.
З 1979 року Богуслав Слива — активіст радикальної антиурядової організації Рух захисту прав людини та громадянина (ROPCiO). Одночасно продовжував роботу у КОС-КОР (попри ідеологічні відмінності цих організацій), співпрацював із Радіо Свобода. Разом з Антоні Петкевичем видавав журнал ROPCiO «Вільне слово». Головною темою його статей було «правове свавілля» комуністичного режиму — підпорядкованість суду та прокуратури партійній владі, свавілля та жорстокість міліції, таємне стеження, провокації та насильство держбезпеки.
Богуслав Слива зблизився з єзуїтами з Калішського католицького монастиря. Значною мірою під впливом Сливи калішський осередок ROPCiO відрізнявся особливою активністю, радикалізмом і жорсткістю позиції. У ROPCiO Слива займався не лише видавничим напрямом, а й фінансами організації, розширенням кадрового складу, встановленням нових зв'язків. Цьому сприяла його основна робота юрисконсульта. Він надавав юридичні послуги сільськогосподарським кооперативам і промисловим підприємствам Каліша. Багато їздив регіоном, заводячи нові контакти.
У грудні 1979 року Богуслав Слива організував у Каліші акції пам'яті жертв подій 1970—1971 років. У Катовиці він зустрівся з Казімежем Світонем і сприяв у створенні незалежної профспілки. 24 липня 1980 року активісти демократичної опозиції у Варшаві створили «Соціальний суд» — орган громадського спостереження за правоохоронними органами. У його склад було введено і Сливу.
З початку 1980 року Слива та Петкевич доклали великих зусиль для формування у Каліші страйкових комітетів і незалежних профспілок. Найбільшу підтримку вони зустріли на міському будівельному комбінаті, електромеханічному заводі ZMER, виноробному заводі Winiary та текстильній фабриці Runotex. Слива брав на себе організаційну та юридичну частину роботи.

## Активіст «Солідарності»
Коли у серпні 1980 року по всій Польщі почався масовий страйковий рух, у Каліші вже був підготовлений ґрунт для створення осередків Солідарності. При цьому Богуслав Слива компетентно брав участь у переговорах з владою та господарськими адміністраторами, домагаючись внесення до угоди конкретних вимог робітників щодо підвищення зарплати та покращення умов праці.
Богуслав Слива був фактичним керівником апарату регіональної «Солідарності». Він також взяв участь у заснуванні місцевої Сільської Солідарності. Активно публікувався у бюлетенях незалежних профспілок, очолював профспілкову інформаційну мережу. Слива організував систему антикомуністичної агітації, виступав як твердий противник ПОРП. З його ініціативи друкувалися та поширювалися твори антикомуністичних авторів, зокрема «Архіпелаг ГУЛАГ» Олександра Солженіцина. У липні 1981 року був калішським лідером протестного маршу, «голодного походу», масових демонстрацій виступів проти економічної політики уряду, яка призвела до дефіциту продовольства та зростання цін. У рапортах держбезпеки зазначалося, що «антисоціалістичний активіст» Слива має великий вплив на трудові колективи.
У березні 1981 року у Бидгощі стався жорсткий конфлікт незалежних профспілок із владою. Побиття міліцією на сесії міськради Яна Рулевського та його товаришів викликало загальне обурення та призвело до загальнонаціонального страйку. Лех Валенса дотримувався компромісної позиції, яку засуджували багато активістів, зокрема Богуслав Слива.
Він виступив з критикою авторитарних тенденцій та «культу особистості» Валенси. Слива закликав «не приписувати звичайній людині Валенсі незароблених заслуг, не ототожнювати „Солідарність“ з особистістю одного Валенси», нагадував, що «Солідарність» створена багатьма людьми", зокрема побитих у Бидгощі. При цьому Слива підкреслював, що критика «не зашкодить Леху», а навпаки, допоможе створити демократичний загальнонаціональний рух, в якому «не буде поділу на партійних і вірян, поляків і євреїв, начальників і підлеглих». Слід зазначити, що такого роду виступи й оцінки Валенси були на той час поодинокими.
У вересні-жовтні 1981 року Богуслав Слива був делегатом І з'їзду «Солідарності». Написав текст «Звернення до трудящих Східної Європи» — заклику до робітників Чехословаччини, Угорщини, НДР, Болгарії, Румунії, Албанії та всіх республік СРСР створювати незалежні профспілки, подібні до «Солідарності», і спільно боротися за свої права. Звернення викликало серйозну тривогу у керівництві КПРС, побоювання у зв'язку з цим висловлював на засіданні Політбюро сам Леонід Брежнєв.
Богуслав Слива був прихильником максимальної політизації профоб'єднання на антиурядовій й антикомуністичній основі. Він був членом Комітету захисту ув'язнених за переконання, брав участь у заснуванні Польської демократичної партії, приєднався до Клубів Самоврядної Речі Посполитої — Свобода, Справедливість, Незалежність. 21 листопада 1981 року Слива написав на будівлі міського суду Каліша: Przywrócić godność prawu! (Відновимо гідність права!).
Ключовим завданням він вважав видалення організацій ПОРП із промислових підприємств. Далі він вважав за можливе використовувати формальний механізм виборів до сейму ПНР і місцевих рад, щоб законним шляхом витіснити компартію з органів влади. На початку грудня 1981 року Богуслав Слива закликав «Солідарність» підготуватися до жорсткої конфронтації.

## Переслідування

### Інтернування
13 грудня 1981 року у ПНР ввели воєнний стан, влада перейшла до рук Військової ради національного порятунку на чолі з генералом Ярузельським. «Солідарність» зазнала силового розгрому. Понад місяць Богуслав Слива очолював профспілкове підпілля у Каліші, переховуючись на приватних квартирах. 25 лютого 1982 року його затримали співробітники СБ під командуванням поручика Веслава Яхімека.
Богуслав Слива був інтернований, утримувався у різних таборах. Виступав з протестами, влаштовував голодування. Його перевели до закритої психіатричної лікарні з жорстким режимом. Утримання Сливи у місцях позбавлення волі особисто контролював начальник калішського управління СБ полковник Юзеф Скочок.

### Арешт
25 листопада 1982 року Богуслава Сливу звільнили. Марно намагався працевлаштуватися, його ніде не приймали. Створене ним приватне підприємство (до ПНР допускався «індивідуальний сектор») позбавили замовників.
Влада розраховувала на його від'їзд з Польщі, проте, повернувшись до Калішу, Слива приєднався до підпільних структур «Солідарності». Організував випуск кількох підпільних видань. Брав участь у вуличних протестах 1 травня 1983 року. Після цієї акції його знову заарештували, утримували у в'язниці, потім під арештом у лікарні.
Кримінальну справу стосовно Богуслава Сливи припинили за амністією після скасування воєнного стану у липні 1983 року. В ультимативній формі СБ рекомендувала йому емігрувати. З цього питання Слива звертався до посольств Франції та Данії, однак у цих країнах не вдалося погодити його імміграційний статус. Між відповідними інстанціями ПНР, кількох європейських держав і СБ розпочалося тривале листування. Розв'язання питання гальмувалося з процедурних підстав. У результаті згоду прийняти Сливу як політемігранта дала влада Швеції. Санкцію на його від'їзд підписував начальник СБ ПНР генерал Генрик Данковський.

## Активність в еміграції
30 грудня 1983 року Богуслав Слива з сім'єю відбув на проживання до Швеції. Влаштувався у Стокгольмі, працював палітурником. Приєднався до емігрантської організації Конгрес поляків у Швеції, обійняв посаду секретаря у її керівній раді.
В еміграції Слива продовжував активно виступати з політичними заявами, підтримував тісні зв'язки з польським опозиційним рухом, насамперед з Антоні Петкевичем у Каліші. Організовував нелегальне доставлення до Польщі поліграфічного обладнання. Виступав на шведському телебаченні після вбивства Єжи Попелушко, в якому звинуватив СБ. У листопаді 1984 року Богуслав Слива відвідав Лондон і брав участь в урочистостях з нагоди Дня незалежності Польщі, організованих Польським урядом у вигнанні. На цих заходах знаходився поруч із Казімежем Саббатом. Наприкінці 1985 року він надав допомогу в адаптації братів-підлітків Адама та Кшиштофа Зелінських, які втекли з ПНР — публічні виступи Сливи сприяли наданню Зелінським посвідки на проживання у Швеції.
СБ ПНР уважно спостерігала за діяльністю Богуслава Сливи. Офіцер калішського управління СБ Веслав Яхімек (уже у званні капітана) у спеціальному рапорті констатував активні нападки Сливи на державну владу ПНР. Особливу тривогу викликали виступи Сливи на радіо «Свобода». У квітні 1985 року вроцлавський військовий прокурор підполковник Збігнєв Голембевич розпочав слідчі дії щодо Богуслава Сливи та групи калішських опозиційних активістів.

## Смерть під час змін
У 1989 році у Польщі відбулися історичні зміни: потужна страйкова хвиля змусила ПОРП погодитися на переговори з опозицією та провести «напіввільні» вибори. Результатом стала перемога «Солідарності» та формування першого некомуністичного уряду на чолі з Тадеушем Мазовецьким. У серпні 1989 року Богуслав Слива зміг відвідати Польщу та зустрітися з товаришами з «Солідарності».
Слива планував створення розгалуженої інфраструктури зв'язків між Швецією та новою Польщею. Але ці плани не справдилися через раптову смерть 45-річного Сливи. Похований він на стокгольмському Північному цвинтарі.

## Особистість і пам'ять
З липня 1980 року Богуслав Слива був одружений на активістці протестного руху Малгожаті Хвільцинській. У шлюбі подружжя мало двох дітей. Люди, які знали Богуслава Сливу, відзначали такі домінантні риси його характеру як чесність, переконаність, почуття громадянського обов'язку, професійну сумлінність, приязність і добродушність.
11 листопада 1990 року президент Польщі у вигнанні Ришард Качоровський посмертно нагородив Богуслава Сливу Кавалерським хрестом ордена Відродження Польщі. 18 жовтня 2006 року указом президента Польщі Леха Качинського Богуслава Сливу посмертно нагородили Командорським хрестом ордена Відродження Польщі. 15 червня 2007 року міська рада Каліша оголосила Богуслава Сливу почесним громадянином міста.
Напис на будівлі калішського суду, зроблений Богуславом Сливою у листопаді 1981 року, відтоді підтримується й оновлюється як «найзвичайніший пам'ятник у Польщі». Детальна біографія Сливи видана у Каліші у 2005 році.